# E2F5
E2F5 (англ. E2F transcription factor 5) – білок, який кодується однойменним геном, розташованим у людей на короткому плечі 8-ї хромосоми. Довжина поліпептидного ланцюга білка становить 346 амінокислот, а молекулярна маса — 37 610.
| 10         |  | 20         |  | 30         |  | 40         |  | 50         |
| ---------- |  | ---------- |  | ---------- |  | ---------- |  | ---------- |
| MAAAEPASSG |  | QQAPAGQGQG |  | QRPPPQPPQA |  | QAPQPPPPPQ |  | LGGAGGGSSR |
| HEKSLGLLTT |  | KFVSLLQEAK |  | DGVLDLKAAA |  | DTLAVRQKRR |  | IYDITNVLEG |
| IDLIEKKSKN |  | SIQWKGVGAG |  | CNTKEVIDRL |  | RYLKAEIEDL |  | ELKERELDQQ |
| KLWLQQSIKN |  | VMDDSINNRF |  | SYVTHEDICN |  | CFNGDTLLAI |  | QAPSGTQLEV |
| PIPEMGQNGQ |  | KKYQINLKSH |  | SGPIHVLLIN |  | KESSSSKPVV |  | FPVPPPDDLT |
| QPSSQSLTPV |  | TPQKSSMATQ |  | NLPEQHVSER |  | SQALQQTSAT |  | DISSAGSISG |
| DIIDELMSSD |  | VFPLLRLSPT |  | PADDYNFNLD |  | DNEGVCDLFD |  | VQILNY     |

A: Аланін

C: Цистеїн

D: Аспарагінова кислота

E: Глутамінова кислота

F: Фенілаланін

G: Гліцин

H: Гістидин

I: Ізолейцин

K: Лізин

L: Лейцин

M: Метіонін

N: Аспарагін

P: Пролін

Q: Глутамін

R: Аргінін

S: Серин

T: Треонін

V: Валін

W: Триптофан

Кодований геном білок за функцією належить до активаторів. 
Задіяний у таких біологічних процесах, як транскрипція, регуляція транскрипції, біогенез та деградація війок, альтернативний сплайсинг. 
Білок має сайт для зв'язування з ДНК. 
Локалізований у ядрі.